# Bezpecina, Jașkiv
Bezpecina (în ucraineană Безпечна) este o comună în raionul Jașkiv, regiunea Cerkasî, Ucraina, formată numai din satul de reședință.

## Demografie
Componența lingvistică a comunei Bezpecina
     Ucraineană (98,85%)
     Rusă (1,15%)
Conform recensământului din 2001, majoritatea populației comunei Bezpecina era vorbitoare de ucraineană (98,85%), existând în minoritate și vorbitori de rusă (1,15%).